# Ilda Figueiredo
Maria Ilda da Costa Figueiredo (Oliveira do Bairro, Troviscal, 30 de outubro de 1948) é uma economista, professora e política portuguesa.

## Biografia
Ilda Figueiredo passou a infância e a juventude em Troviscal, até se mudar, na adolescência, para a cidade de Chaves, com a sua família. Aí viveu até voltar para Aveiro e, depois, se casar, aos 19 anos, altura em que foi para Vila Nova de Gaia.

### Atividade profissional
Habilitada com o Curso do Magistério Primário, foi professora do ensino primário, até que — depois que completou a sua licenciatura em Economia, pela Faculdade de Economia da Universidade do Porto — tornou-se professora do ensino secundário, função que desempenhou até à sua profissionalização como técnica superior sindical, no Sindicato Têxtil do Porto, estando já na década de 1970. Mais tarde, viria a integrar a USP/CGTP-IN.
Enquanto professora, lecionou na Escola Comercial Oliveira Martins, onde pertenceu à Direção, e na Escola Secundária Almeida Garrett. Décadas mais tarde, também viria a lecionar no ensino superior particular, no Instituto Superior Jean Piaget, no campus de Vila Nova de Gaia.

### Atividade política
Em Aveiro, Ilda Figueiredo tornou-se membro da Juventude Operária Católica e, mais tarde, já estabelecida no Porto, filiou-se no Partido Comunista Português, imediatamente após o 25 de Abril de 1974. Em 1979 estreava-se como deputada à Assembleia da República, eleita pelo PCP, no círculo do Porto, sendo reeleita noutras legislaturas, até deixar o último mandato, em 1991.
Paralelamente, Ilda Figueiredo desempenhou o cargo de vereadora na Câmara Municipal de Vila Nova de Gaia, entre 1983 e 1990, sendo responsável do Pelouro do Ambiente e Jardins. Em 1994, voltou a desempenhar funções autárquicas, desta feita na Câmara Municipal do Porto, sendo reeleita em 1997. No primeiro mandato ficou, durante algum tempo, com o Pelouro da Saúde e Sanidade e pertenceu ao Conselho de Administração dos Serviços Municipalizados de Água e Saneamento. No segundo mandato, na sequência de um desentendimento com o presidente da câmara, o socialista Fernando Gomes, não teve nenhum pelouro atribuído.
Em 1999 Ilda Figueiredo foi eleita pelas listas do PCP para o Parlamento Europeu, onde pertenceu ao grupo da Esquerda Unitária Europeia/Esquerda Nórdica Verde, de que chegaria a ser vice-presidente, sendo reeleita em 2004 e em 2009, sempre como cabeça de lista da CDU nas três candidaturas. Aí desempenhou diversos cargos e foi membro de várias Comissões e Delegações do PE. Nesse último ano, conseguiu 379.787 votos (10,6%).Acabou por renunciar ao mandato de eurodeputada em 2012.
Entretanto, Ilda Figueiredo acumulou o cargo de deputada no Parlamento Europeu com cargos autárquicos em Vila Nova de Gaia. Entre 2001 e 2004 foi deputada municipal e membro da Assembleia Metropolitana do Porto. Entre o final de 2004 e 2008 foi novamente vereadora na Câmara Municipal de Vila Nova de Gaia, sem pelouros atribuídos.
Em 2013, foi candidata à Câmara Municipal de Viana do Castelo e em 2017 à Câmara Municipal do Porto, sempre pela CDU. Nas duas autarquias foi eleita vereadora.
Ilda Figueiredo é presidente da direcção nacional do Conselho Português para a Paz e Cooperação desde 2011. Tem desempenhado diversas actividades de dinamização cultural, de que são exemplo as Tertúlias sobre Cultura em Viana do Castelo e a moderação de Tertúlias culturais no ateliê de Agostinho Santos, em Vila Nova de Gaia.
Ilda Figueiredo é colaboradora regular em diversos órgãos de comunicação social e escreveu Educar para a Cidadania (1999) e No Mar Não Há Árvores (2003), com reflexões sobre Portugal e o mundo no pós-11 de Setembro.Tem diversos livros de poesia publicados e também textos sobre economia e integração europeia.

### Condecorações
- Comendadora da Ordem do Mérito de Itália (18 de Julho de 1990)[5]
- Medalha de Mérito, classe Ouro, do município de Vila Nova de Gaia[5]

## Obras publicadas
- Educar para a Cidadania. Alfragide, Edições ASA, 1999. ISBN 9789724121499
- No Mar Não Há Árvores. Vila Nova de Gaia, Editora Ausência, 2003. ISBN 9895530218
- Novos rumos para Portugal e para a Europa, edições Avante
- Sonho e combate pela liberdade - história de Álvaro Cunhal contada aos mais novos , Âncora Editora, com pinturas de Agostinho Santos
- Cinco livros de poesia de Ilda Figueiredo com pinturas de Agostinho Santos, publicados pela Âncora Editora: Geografia do Olhar, Tear do Tempo Agora, Lábios de Maça em Abril, Semente Azul e Nas Asas do Pássaro de Fogo.